# Черепановський
Черепа́новський (рос. Черепановский) — селище у складі Зміїногорського району Алтайського краю, Росія. Входить до складу Черепановської сільської ради.

## Населення
Населення — 363 особи (2010; 463 у 2002).
Національний склад (станом на 2002 рік):
- росіяни — 87 %